# Cốt liệu cấp phối

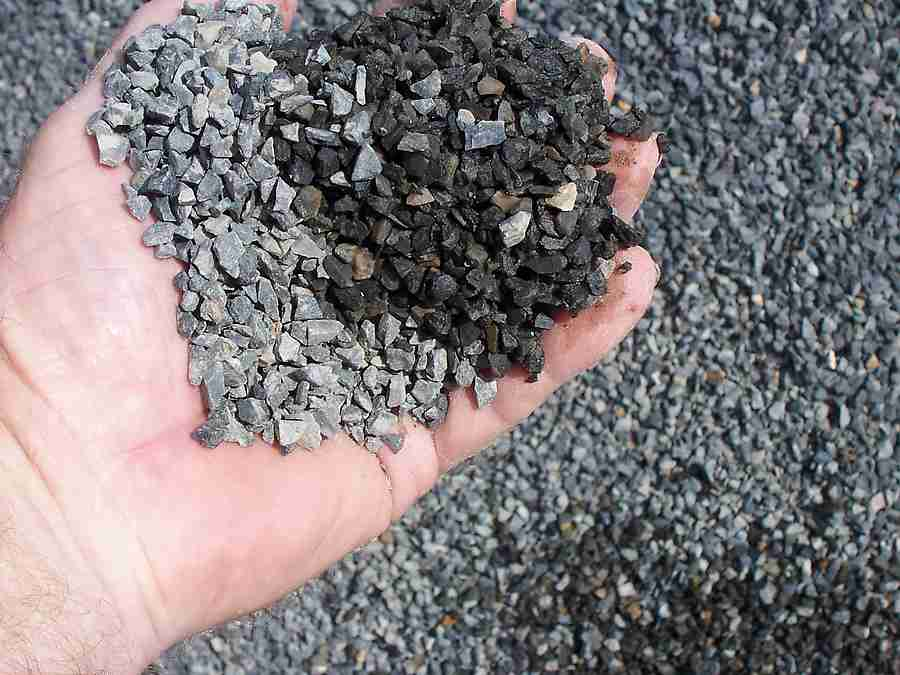
Cốt liệu đá basalt 10mm

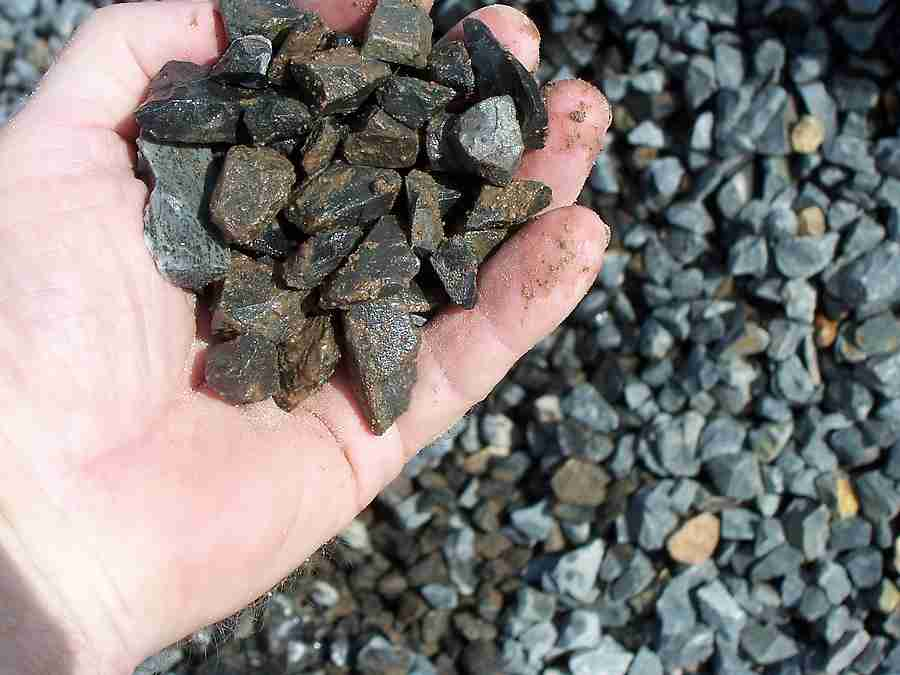
Cốt liệu đá basalt 20mm

Cốt liệu cấp phối là các loại vật liệu rời, nguồn gốc tự nhiên hoặc nhân tạo, có thành phần hạt xác định, được sử dụng trong xây dựng.

## Phân loại
Theo nguồn gốc, cốt liệu bao gồm 
- Loại tự nhiên: Cát sỏi tự nhiên, cát, sỏi nghiền, đá dăm...
- Loại nhân tạo: xỉ gang, xỉ thép, tro bay,.., bê tông tái chế...

Theo mục đích sử dụng có thể phân loại thành
- Cốt liệu cho bê tông và vữa[1][2][3]
- Cốt liệu làm nền, móng,[4][5] san lấp mặt bằng, thi công lớp đá dằn.[6]